# リビングストン郡 (ニューヨーク州)
リビングストン郡（英: Livingston County）は、アメリカ合衆国ニューヨーク州の西部に位置する郡である。2010年国勢調査での人口は65,393人であり、2000年の64,328人から1.7%増加した。郡庁所在地はジェニシーオ村（人口8,031人）であり、同郡で人口最大の自治体でもある。郡名は1775年の大陸会議代議員となり、アメリカ独立宣言を起草した委員会委員だったロバート・リビングストンに因んで名付けられた。リビングストンはリチャード・モントゴメリーの義父であり、このモントゴメリーに因んでニューヨーク州を初め多くの州のモンゴメリー郡が名付けられた。
リビングストン郡はロチェスター大都市圏に属している。

## 歴史
1683年にニューヨーク植民地で郡が作られたとき、現在のリビングストン郡地域はオールバニ郡に属していた。これは巨大な郡であり、ニューヨーク州北部とバーモント州の全てを含んでおり、さらに理論的には西の太平洋岸まで広がっていた。1766年7月3日に、カンバーランド郡を分離し、1770年3月16日にグロスター郡を分離したが、どちらも現在はバーモント州に含まれている。
1772年3月12日、オールバニ郡の残りが3つに分割され、1つはオールバニ郡の名前で残った。1つは西部に作られたトライアン郡だった。トライアン郡の東部境界は現在のスケネクタディ市の西約5マイル (8 km) にあり、アディロンダック山地の西側と、デラウェア川西支流より西の領域を含んでいた。トライオン郡に指定された地域には現在のニューヨーク州37郡が入っている。ニューヨーク植民地総督のウィリアム・トライアンに因んで名付けられた。
1776年に先立つ年に、トライアン郡のロイヤリストは大半がカナダに逃亡した。1784年、アメリカ独立戦争を終わらせた条約締結に続いて、トライアン郡はモンゴメリー郡に改名された。これは独立戦争時の将軍リチャード・モントゴメリーに因む命名だった。モントゴメリーはカナダで数か所を占領した後、ケベック市攻略中に戦死した。憎まれたイギリスの総督に代わる命名だった。
1789年、モンゴメリー郡からオンタリオ郡が分離した。このときのオンタリオ郡は現在の領域よりもかなり広かった。現在のアリゲイニー郡、カタラウガス郡、シャトークア郡、エリー郡、ジェネシー郡、モンロー郡、ナイアガラ郡、オーリンズ郡、スチューベン郡、ワイオミング郡、イェーツ郡の全体と、スカイラー郡、ウェイン郡の一部が含まれていた。
1802年、オンタリオ郡からジェネシー郡が分離設立された。このジェネシー郡も現在よりはかなり広かった。アリゲイニー郡、カタラウガス郡、シャトークア郡、エリー郡、ナイアガラ郡、オーリンズ郡、ワイオミング郡の全体と、リビングストン郡、モンロー郡の一部が含まれていた。
1821年、リビングストン郡がジェネシー郡とオンタリオ郡の一部を合わせて設立された。
郡内にはニューヨーク州立大学、ジェニシーオカレッジ（現在の州立大学ジェニシーオ校）がある。

## 地理

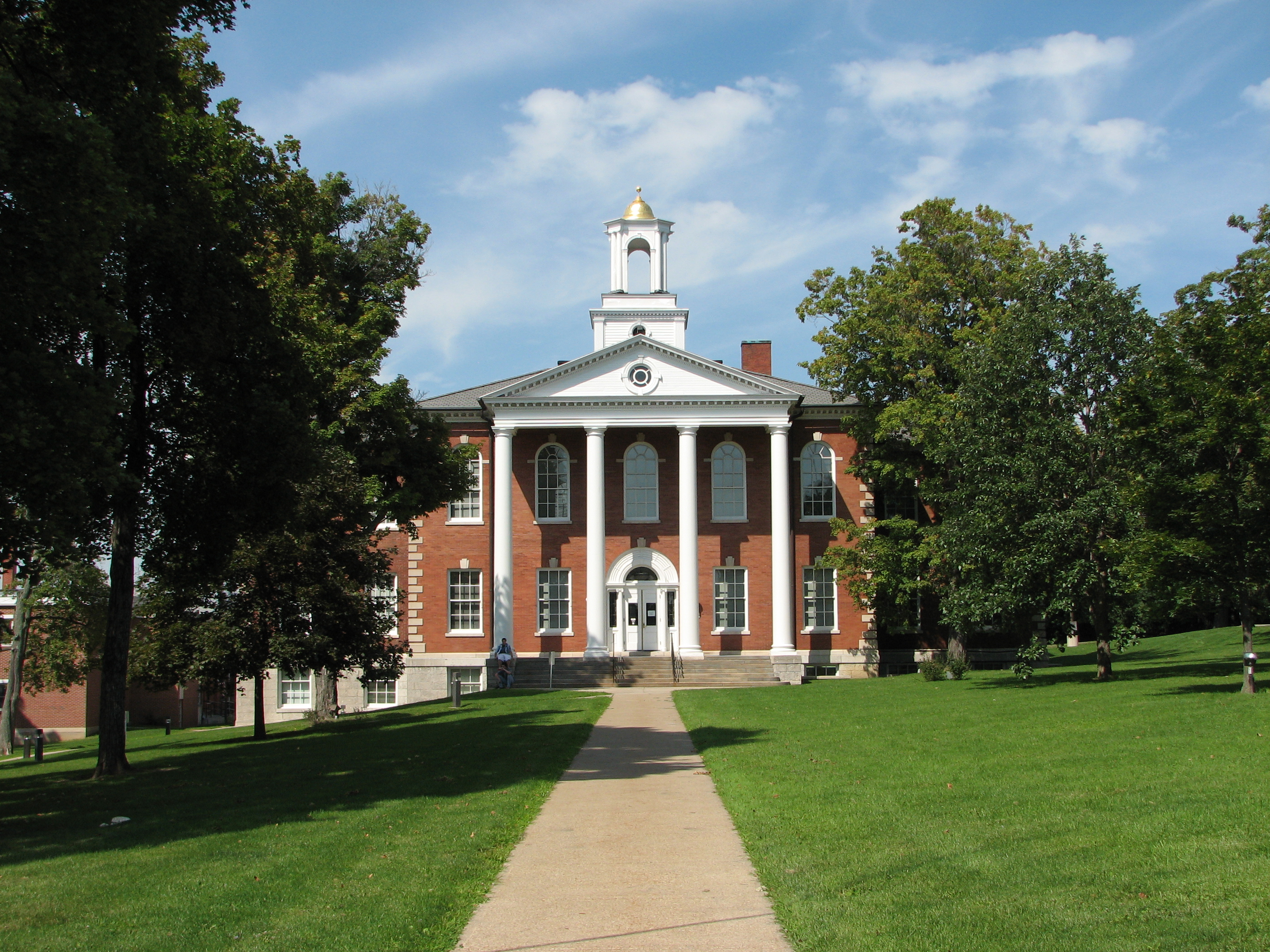
リビングストン郡庁舎

リビングストン郡はフィンガーレイクス地域にあり、ロチェスター市の南、バッファロー市の東に位置している。
レッチワース州立公園の一部が郡西部にある。ジェネシー川が郡内を北に流れている。
ロチェスター・アンド・サザン鉄道がグレイグスビルから南にマウントモリスを通り、ダンスビルまで通っている。
アメリカ合衆国国勢調査局に拠れば、郡域全面積は640平方マイル (1,658 km2)であり、このうち陸地632平方マイル (1,637 km2)、水域は8平方マイル (21 km2)で水域率は1.30%である。

### 主要高規格道路
- 州間高速道路390号線
- アメリカ国道20号線
- アメリカ国道20A号線
- ニューヨーク州道5号線
- ニューヨーク州道15号線
- ニューヨーク州道15A号線
- ニューヨーク州道36号線
- ニューヨーク州道39号線
- ニューヨーク州道63号線

### 隣接する郡
- モンロー郡 - 北、北東
- オンタリオ郡 - 東
- スチューベン郡 - 南東
- アリゲイニー郡 - 南、南西
- ワイオミング郡 - 西
- ジェネシー郡 - 北西

## 郡政府と政治
リビングストン郡は17人の議会によって統治され、議会には1人の議長がいる。
ニューヨーク州議会下院では第133および第139選挙区に、上院では第57および第59選挙区に入っている。アメリカ合衆国下院議員ではニューヨーク州第27選挙区に入っており、2013年時点では共和党員を選出している。
司法では次の区に入っている。
- ニューヨーク州最高裁判所第7司法地区
- ニューヨーク州最高裁判所控訴部門第4地区

## 人口動態
以下は2000年国勢調査による人口統計データである。
| 基礎データ - 人口: 64,328人 - 世帯数: 22,150 世帯 - 家族数: 15,349 家族 - 人口密度: 39人/km2（102人/mi2） - 住居数: 24,023 軒 - 住居密度: 15軒/km2（38軒/mi2） 人種別人口構成 - 白人: 94.04% - アフリカン・アメリカン: 3.01% - ネイティブ・アメリカン: 0.27% - アジア人: 0.76% - 太平洋諸島系: 0.03% - その他の人種: 0.85% - 混血: 1.04% - ヒスパニック・ラテン系: 2.27% 先祖による構成 - ドイツ系：22.5% - アイルランド系：17.7% - イタリア系：14.3% - イギリス系：12.8% - アメリカ人：7.0% 言語による構成 - 英語：95.8% - スペイン語：2.0% | 年齢別人口構成 - 18歳未満: 23.4% - 18-24歳: 14.2% - 25-44歳: 28.9% - 45-64歳: 22.1% - 65歳以上: 11.4% - 年齢の中央値: 35歳 - 性比（女性100人あたり男性の人口） - 総人口: 100.7 - 18歳以上: 99.0 世帯と家族（対世帯数） - 18歳未満の子供がいる: 34.0% - 結婚・同居している夫婦: 54.8% - 未婚・離婚・死別女性が世帯主: 10.0% - 非家族世帯: 30.7% - 単身世帯: 23.1% - 65歳以上の老人1人暮らし: 9.4% - 平均構成人数 - 世帯: 2.60人 - 家族: 3.05人 収入と家計 - 収入の中央値 - 世帯: 42,066米ドル - 家族: 50,513米ドル - 性別 - 男性: 36,599米ドル - 女性: 25,228米ドル - 人口1人あたり収入: 18,062米ドル - 貧困線以下 - 対人口: 10.4% - 対家族数: 5.8% - 18歳未満: 9.7% - 65歳以上: 6.5% |

## 町と村
- エイボン町
- カレドニア町
- コネサス町
- ジェニシーオ町
- グローブランド町
- レスター町
- ライマ町
- リボニア町
- マウントモリス町
- ノースダンスビル町
- ナンデイ町
- オシアン町
- ポーテージ町
- スパータ町
- スプリングウォーター町
- ウェストスパータ町
- ヨーク町
- エイボン村
- カレドニア村
- ダンスビル村
- ジェニシーオ村 - 郡庁所在地
- レスター村
- ライマ村
- リボニア村
- マウントモリス村
- ナンデイ村